# John McGreevey
John McGreevey (* 21. Dezember 1922 in Muncie, Indiana; † 24. November 2010 in Laguna Hills, Kalifornien) war ein US-amerikanischer Drehbuchautor.

## Leben
John McGreevey wurde in Muncie, Indiana geboren, wuchs allerdings in Logansport, Indiana auf. Bereits im Alter von fünf Jahren schrieb er sein erstes Stück, welches er auf dem Hinterhof der Familie vorstellte. Seine Kindheit war von Geldproblemen und der Alkoholkrankheit seines Vaters, eines Veteranen aus dem Ersten Weltkrieg geprägt, sodass er, nachdem sich die Eltern eine Zeit lang getrennt hatten, mit seinem Vater eine Zeit lang in Fort Wayne lebte. Den Rest seiner Kindheit lebte er bei James und Katherine McGourty, seinem Onkel und seiner Tante, in Logansport. Nachdem er die St. Vincent School und die Lincoln Junior High School besuchte, machte er 1938 seinen Abschluss an der Logansport High School. Während seiner High-School-Zeit war er nicht nur Chefredakteur der Schülerzeitung The Magpie, er schrieb auch Stücke, die er verkaufte, um sich das Spritgeld für das Debatierteam der Schule leisten zu können, damit diese an Wettbewerben teilnehmen konnten. Anschließend studierte er Englisch und Theater an der Indiana University Bloomington. Während seiner Zeit an der Uni konzentrierte er sich weiterhin auf das Schreiben und lernte Schauspieler wie Charles Aidman und Andrew Duggan kennen. Es gab auch Probeaufnahmen aus dem Jahr 1940 für MGM, aber McGreevy zog es nicht nach Hollywood, sondern nach Arizona.
Nachdem er die sechs Jahre ältere Nota Scholl heiratete, die als Sekretärin am Theater der Universität arbeitete, zog er mit ihr nach Phoenix, wo er beim lokalen Radiosender KTAR eine Stelle als Schreiber bekam. Dies allerdings eher notgedrungen, da er zwar Glück hatte und als Soldat für den Zweiten Weltkrieg als untauglich gemustert wurde, aber weil er auch keinen anderen Job in einer anderen Stadt fand. Gemeinsam mit seiner Frau spielte und schrieb er dort die wöchentliche Show „Arizona Adventures“, bevor er 1952 nach Connecticut zog, um die Möglichkeit zu erhalten, Drehbuchautor beim Fernsehen zu werden. Doch obwohl er mehrere Stücke und Bücher für Radio und Fernsehen verkaufen konnte, erhielt er keine Anstellung, sodass er dem Ruf eines Freundes nach Los Angeles folgte, wo er einen Sechsmonatsvertrag bei MCA unterschrieb. Über die Künstleragentur William Morris Agency, und insbesondere seine Agentin Sylvia Hirsch, erhielt er die Möglichkeit an Serien wie Abenteuer im wilden Westen, Lassie, Meine drei Söhne und Lieber Onkel Bill mitzuarbeiten. Nach seinem letzten großen Serienengagement Die Waltons, bei der er mehrere Erlebnisse seiner Kindheit verarbeiten durfte, konzentrierte sich McGreevey hauptsächlich auf das Schreiben von Fernsehfilmen, wie Judy Garland – Lehrjahre eines Hollywood-Stars, Mit dem Wind nach Westen und Die Patty-Duke-Story.
2003 hörte McGreevy mit dem Schreiben auf und konzentrierte sich darauf, mit seinen drei Kindern, darunter auch der Schauspieler und Drehbuchautor Michael McGreevey, sowie seinen sieben Enkeln Zeit zu verbringen.

## Filmografie (Auswahl)
Filme
- 1956: Hot Rod Girl
- 1957: Tod in kleinen Dosen (Death in Small Doses)
- 1959: Kampf ohne Gnade (Cast a Long Shadow)
- 1974: Punch und Jody (Punch and Jody)
- 1976: Richter Hortons größter Fall (Judge Horton and the Scottsboro Boys)
- 1978: Judy Garland – Lehrjahre eines Hollywood-Stars (Rainbow)
- 1978: Vor den Augen der Welt (Ruby and Oswald)
- 1979: Mord in Texas (Murder in Texas)
- 1979: Roots – Die nächsten Generationen (Roots: The Next Generations)
- 1982: Mit dem Wind nach Westen (Night Crossing)
- 1984: Chefarzt Dr. Welby (The Return of Marcus Welby, M.D.)
- 1984: Ein bißchen blond (Qualcosa di biondo)
- 1984: Jumbo Crash (Flight 90: Disaster on the Potomac)
- 1985: Ein kurzes Leben lang (A Time to Live)
- 1985: Wie sag ich’s meinen Eltern (Consenting Adult)
- 1988: Ein tödlicher Fehler (Unholy Matrimony)
- 1990: Brennende Erde (Hiroshima: Out of the Ashes)
- 1990: Die Patty-Duke-Story (Call Me Anna)
- 1996: Born free – Frei geboren (Born free)
- 1993: 72 Stunden in der Flammenhölle (Firestorm: 72 Hours in Oakland)
- 1995: Annette Funicello – Ein Schicksal (A Dream Is a Wish Your Heart Makes: The Annette Funicello Story)
- 1996: Harvey und der Käpt’n (Captains Courageous)
- 1996: Unabomber – Die Bestie des Terrors (Unabomber: The True Story)
- 1997: Ms. Scrooge – Ein wundervoller Engel (Ms. Scrooge)

Fernsehserien
- 1956–1959: Abenteuer im wilden Westen (Zane Grey Theater) (13 Episoden)
- 1956: Lassie (drei Episoden)
- 1960–1967: Meine drei Söhne (My Three Sons) (35 Episoden)
- 1966: FBI (The FBI) (eine Episode)
- 1966–1971: Lieber Onkel Bill (Family Affair) (22 Episoden)
- 1969: Bezaubernde Jeannie (I Dream of Jeannie) (eine Episode)
- 1969: Süß, aber ein bißchen verrückt (That Girl) (eine Episode)
- 1972–1978: Die Waltons (The Waltons) (20 Episoden)